# Dayton (Maine)
Dayton est une ville des États-Unis située dans l’État du Maine, dans le comté de York.
En 2010, sa population était de 1 965 hab.

## Source
- (en) Cet article est partiellement ou en totalité issu de l’article de Wikipédia en anglais intitulé « Dayton, Maine » (voir la liste des auteurs).